# Jean Guillaume Charles Eugene Rey

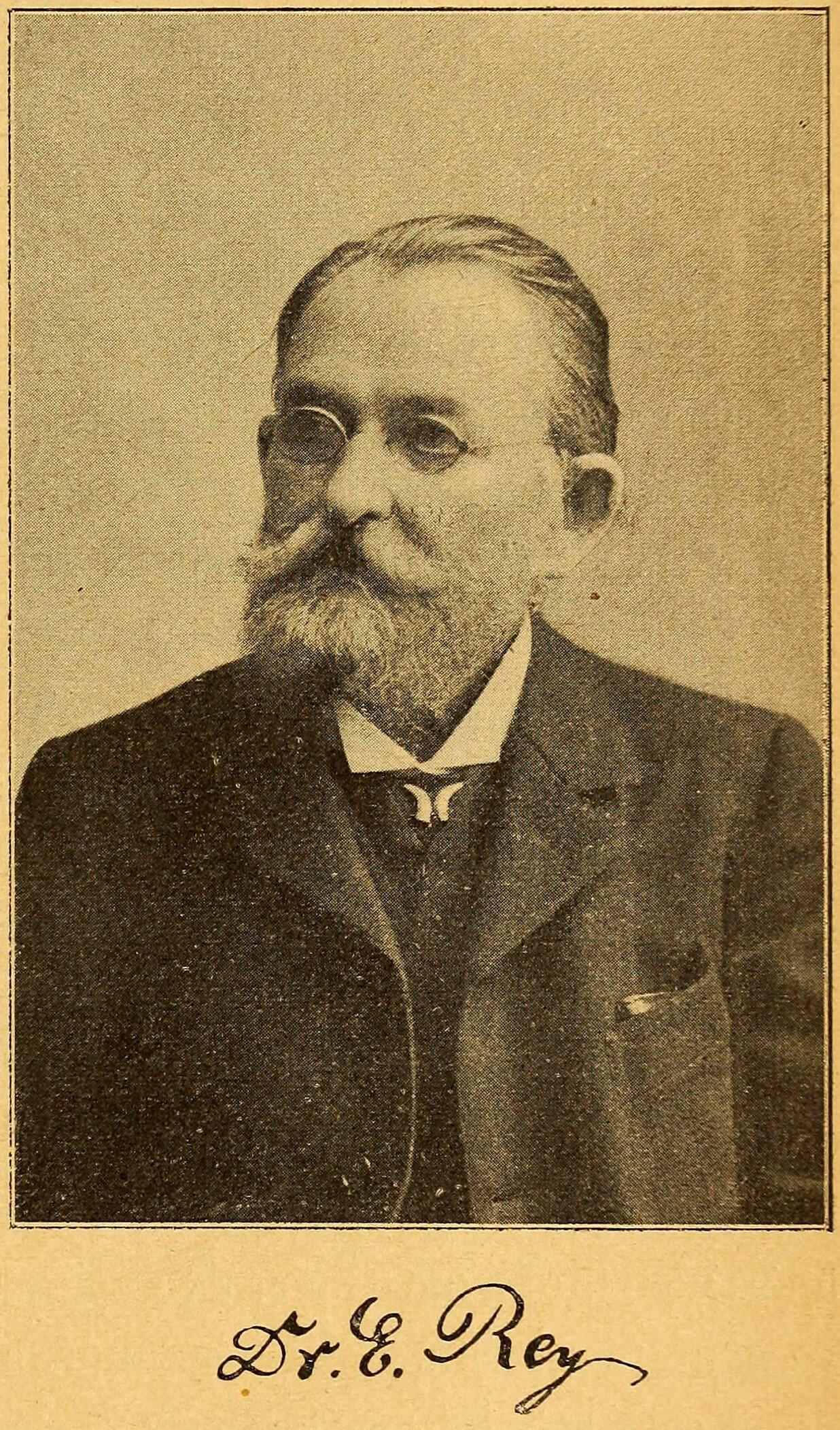
Jean Guillaume Charles Eugene Rey

Jean Guillaume Charles Eugene Rey (* 17. Februar 1838 in Berlin; † 30. August 1909 Leipzig) war ein deutscher Ornithologe und Entomologe.

## Leben
Reys Vornamen deuten auf eine französische Herkunft hin. In der Tat gehörte er zu einer alten Hugenottenfamilie, ohne selbst an eine Religion gebunden zu sein. Er verließ das Elternhaus frühzeitig, zog nach Halle und besuchte dort die Realschule. In Heidelberg studierte er und promovierte am 1. März 1861 als Dr. der Philosophie. Als Kompagnon trat er am 1. März 1863 in eine Braunkohlenteerschwelerei zu Rattmannsdorfs bei Halle ein. Er verheiratete sich bald darauf mit  Josephine Bertha Clara (1838 - 1928), einer Tochter seines ehemaligen Pensionsvaters Professor Grotjan.
Für naturwissenschaftliche Studien zog er 1868 nach Halle zurück, gefördert wurden diese durch die Zoologen Prof. Giebel und Taschenberg, und auf ornithologischem Gebiete durch einen Bekannten den emeritierten Pfarrer Baldamus. Mit Amtmann Bauermeister in Bitterfeld bereiste er im Jahre 1869 Spanien und Portugal; was er von der Avifauna der iberischen Halbinsel kennen lernte, hat er im Journal für Ornithologie (1872) niedergelegt (auch in Zeitschr. f. d. gesamten Naturwissenschaften: 453ff.). Nach der drei Monate dauernden Reise übernahm Dr. Rey die Leitung einer Stearinfabrik in Rattmannsdorf. In Leipzig führte er von 1874 bis 1890 eine Naturalienhandlung und widmete sich in der Freizeit mit Vorliebe der Hüttenjagd.
Am 14. Juli 1875 fand in Leipzig eine Versammlung von Freunden der Insektenkunde statt, es wurde beschlossen, einen entomologischen Verein zu gründen. Eingeladen hatte Dr. phil. Eugene Rey und Apotheker Hedenus, der Verein bekam den Namen „Fauna“. Am 1. Juli 1876 übertrug man Rey den Vorsitz. Mit einigen anderen Vereinsmitgliedern gab er die erste Auflage der Broschüre „Die Grossschmetterlinge des Leipziger Gebiets“ heraus. Eine Wiederwahl zum Vorsitzenden lehnte er am 5. Oktober 1880 ab, der Entomologische Verein Leipzig ernannte ihn somit zum Ehrenvorsitzenden.
Anfang der 80er Jahre übertrug ihm der Verlag Brockhaus die Bearbeitung der Insekten und Spinnen (1884 erschienen) und fünf Jahre später die auf Insekten bezüglichen Artikel des Konversationslexikons (erschien 1893–97).
Im Juli 1881 gründete er den Leipziger Ornithologischen Verein. Als Vorsitzender des Vereins erwirkte er 1882 den Beitritt desselben zum Deutschen Vereine zum Schutze der Vogelwelt. Er legte insbesondere auch den Grundstein zu der so bedeutenden ornithologischen Bibliothek des Vereins. Nach 25-jähriger Tätigkeit trat er aus gesundheitlichen Gründen im Januar 1907 vom Vorsitz zurück. In Anerkennung seiner Verdienste ernannte man ihn zum Ehrenpräsident.
Seine umfangreiche Eiersammlung mit der umfassenden Kollektion von 454 Kuckuckseiern gab den Anlass zu der Schrift „Altes und Neues aus dem Haushalte des Kuckucks“ (Leipzig 1892), zur Bearbeitung dieses Brutschmarotzers im Neuen Naumann sowie zu seinem namhaften Standardwerk „Die Eier der Vögel Mitteleuropas“ (Gera 1899 – 1905, 2. Ausgabe Lobenstein 1912), das ihn zum führenden Oologen seiner Zeit machte.
Bei einer Tierbeobachtung wurde Rey vollständig durchnässt und hatte sich eine schwere Erkältung zugezogen, die er aber zunächst nicht ernst nahm. Als Folge bekam er eine Lungenentzündung, an der er starb. Seine sterbliche Hülle wurde am 2. September 1909 auf dem Leipziger Südfriedhof beigesetzt.

## Werke
- Rey, Eugène Ornis von Halle, 1871
- Rey, Eugène Jugendkleider und Eier einiger Vögel aus Klien-Asien. Enthalten in Journal für Ornithologie Bd. 19, 1.11.1871, Nr. 6, date:11.1871: 459–462
- Rey, Eugène Synonomik der europäischen Brutvögel und Gäste, Norderstedt: Hansebooks GmbH 2016, Nachdruck der Ausgabe von 1872.
- Rey, Eugène Zur Ornis von Portugal. Enthalten in Journal für Ornithologie Bd. 20, 1.3.1872, Nr. 2, date:3.1872: 140–155
- Rey, Eugène Ueber Eier der Ulula lapponica. Enthalten in Journal für Ornithologie Bd. 20, 1.5.1872, Nr. 3, date:5.1872: 232
- Rey, Eugène Die Eier der Vögel Mitteleuropas (681 Textseiten und 128 Farbtafeln, Gera 1899–1905 und Lobenstein 1912)